# 盛開的櫻花林下
《盛開的櫻花林下》（日语：桜の森の満開の下）是日本小說家坂口安吾於1947年（昭和22年）所發表的短篇小說。1975年（昭和50年）時由篠田正浩將其改编为電影。

## 概要
力量強大的山賊——繁丸，依靠搶奪別人的財物維生，但是這樣的繁丸卻相當害怕盛開的櫻花，因為在他看來，櫻花是使人瘋狂之物。某天，繁丸遇到了一戶京城來的人家，繁丸被這戶人家主人的妻子---彰子的美貌給迷住了，於是繁丸便將彰子以外的人都殺了，將彰子帶回家中當他的妻子。但在回到繁丸的居所時，彰子竟然要求繁丸將他之前的七名妻子通通殺掉，否則她就不嫁給他。被彰子的美貌深深迷住的繁丸，狠心地殺害了自己的六名妻子，就在他要殺掉最後一位妻子——千代的時候，彰子要求將千代留下，並將她當作自己的侍女。此時的繁丸，不知為何在彰子的身上，感受到了一種如櫻花一般的恐怖。繁丸與彰子生活一陣子後，彰子終究無法適應山中的生活，便要求繁丸搬到京城中去住，繁丸也應允了，一家人於是搬到了京城。但久居山中的繁丸，在京城中根本沒有維生的能力，為了滿足彰子喜好奢華的生活，繁丸只好去搶劫。而此時的彰子又迷戀上了所謂的「人頭遊戲」（將被砍下的人頭加以裝飾，再用裝飾過的人頭玩類似辦家家酒的遊戲），彰子便要求繁丸在搶劫時將被搶者的人頭砍下，帶回來給她玩「人頭遊戲」。日復一日的搶劫、砍人頭，繁丸終於厭倦了。他要求彰子與她一起回到山中，說甚麼也無法說服繁丸的彰子於是應允了。兩人將千代留下，結伴回到了山中。此時的繁丸仍舊迷戀著彰子，於是便像兩人初次相遇一樣，將彰子背在背上。然後，兩人走過了一片盛開的櫻花林。本害怕樱花的繁丸这次没有犹豫，便踏进了盛开的樱花林，在风中他忽然發現自己背上的彰子，已化为惡鬼。害怕的繁丸掙扎的將彰子從自己的背上摔下，並緊緊掐住了她的脖子，彰子於是被繁丸掐死了。繁丸再次清醒时发现恶鬼并不存在，只剩下躺在满是樱花中的彰子，繁丸想触碰彰子时，彰子化为樱花花瓣，在触碰花瓣中，繁丸自身也消失在时空中。

## 改編

### 電影
《盛開的櫻花林下》在1975（昭和50年）由同名小说改编而来，同年5月31日公开。是由篠田正浩导演，芸苑社制作，東寶发布。
制作人是佐藤一郎，该作品是他担任的坂口安吾的第二部改编电影。
该电影的樱花的取景地在日本山櫻的圣地，奈良的吉野山，除此之外的场景以大阪的四天王寺作为取景地。

## 外部連結
- （日語） 桜の森の満開の下 （页面存档备份，存于）
- 『盛開的櫻花林下』：新字新仮名 - 青空文庫（日語）